# ツキミソウ (曲)
「ツキミソウ」は、Novelbrightの楽曲。メジャー4作目、累計6作目のデジタル配信限定シングルとして2020年12月11日に各音楽配信サービスにてリリースされた。

## リリース・プロモーション
12月9日、楽曲の配信リリースがアナウンスされ、ティーザー映像や配信ジャケット、新アーティスト写真が公開された。リリース後にはLINE MUSICにて再生キャンペーンが開催された。
リリースから2ヶ月経った2021年2月、楽曲がフジテレビ系『とくダネ!』の2月度お天気コーナーMONTHLY SONGに起用された。2月23日には同番組に生出演し、この楽曲と「フェアリーテール」の2曲を披露した。
2021年3月25日、同年4月28日リリースのスタジオ・アルバム『開幕宣言』に楽曲が収録されることが発表された。
2022年5月25日にDa-iCEの冠番組「Da-iCE music Lab」にNovelbrightが出演し、Da-iCEメンバーの大野雄大・花村想太とコラボパフォーマンスを披露した。

## ミュージックビデオ
配信開始日の12月11日、ミュージックビデオがYouTubeにて公開された。MVには若月佑美が出演しており、2人の共に過ごした日々とその後訪れる別れを切ない世界観で表現した内容となっている。また、ジャケット写真のアナザーカットも公開され、ジャケット写真の後ろ姿の女性も若月佑美であることが公開された。
2021年5月28日、YouTubeチャンネル「THE FIRST TAKE」にボーカルの竹中が初登場し、楽曲をストリングスとピアノだけのアレンジで披露した。また、その音源は同年7月2日に「ツキミソウ - From THE FIRST TAKE」として配信リリースされた。
2022年12月6日、同月7日にリリースされるライブ映像作品『Novelbright LIVE tour 2022 Hope Assort tour～『路上ライブから武道館へ』的なよくある目標を実現させちゃうツアー～at 日本武道館公演』から楽曲のライブ映像がYouTubeにて公開された。

## チャート成績
楽曲は配信後LINE MUSICのデイリーチャートで何度も1位を獲得するヒットとなった。
本楽曲は「Billboard Japan Streaming Songs」にて、2020年12月23日公開チャートで35位に初登場。2021年2月15日には、TBS『CDTV ライブ!ライブ!』にて本曲が披露され、2021年2月24日公開チャートでは、最高位となる16位を獲得した。その後も、YouTubeチャンネル「THE FIRST TAKE」でのパフォーマンス披露など話題が続き、チャートイン30週目となる2021年7月14日公開チャートで、ストリーミング1億回再生を突破した。
2023年5月17日公開の「Straming Songs」チャートで楽曲の累計ストリーミング再生回数が3億回を突破した。チャートインから126週間での記録となり、累計3億回超えは「Walking with you」に続く自身2曲目である。

### 認定と売上
|                                | 認定 (RIAJ) | 売上/再生回数      |
| ------------------------------ | ----------- | ------------------ |
| ダウンロード                   | ゴールド    |                    |
| ストリーミング                 | プラチナ    | 100,000,000 回再生 |
| *認定のみに基づく売上/再生回数 |             |                    |

## 騒動
2024年1月20日、本楽曲の作詞作曲を担当した竹中雄大は、アーティストのlil divaとMintoのコラボによる楽曲「REMEMBER」について本楽曲と酷似していると指摘し、Xで「このクソガキ舐めとんけ」と怒りをあらわにした。竹中は「サンプリングの度を超えてる」「元音源キーチェンジしてパクってるだけ」と主張しており、レーベル等とともに法的手続きなどの対応していく方針を示した。「REMEMBER」では「ツキミソウ」の“茜色のこの街眺めては”から始まるサビの歌詞・メロディがイントロなどで使用されていた。
竹中の投稿を受けてlil diva・Minto側は当該楽曲の配信停止を決定。SNSで、楽曲がYouTube上で公開されていたフリービート（バックトラック）をその独占権を購入した上で使用し制作したものであると経緯を説明した。一方の竹中は「まだ若いし盗作しましたって素直に認めて謝罪して配信停止したら今回限りは許そうかなって思ってたけど、なんかこざかしいこと書いてよー分からんこと言うてるからやっぱり許さないことにします」と反応した。
また今回の騒動では竹中にも誹謗中傷のコメントがSNSで書き込まれた。このことに竹中は「僕は結構、そういうのはツマミに頑張るタイプなんで、『俺を攻撃してストレス発散になるんならどうぞご勝手に。知らんし』みたいなマインドで居られてるんで大丈夫ですけど、でも圧倒的大多数の人は、芸能人といえど心自体はみなさんと一緒ですから、攻撃されたり心無いこと言われたらシンプルに凹みますし、テンションも下がっちゃいますから、他の人にはそういうことは控えてもらえるとうれしい」とコメントしている。

## カバー
- こはならむ - 2023年10月28日発売のカバーアルバム『感情を沢山込めて』に収録。
- 月見山渚（CV.大塚紗英） - 2023年10月20日にゲーム『D4DJ Groovy Mix』に実装[28]。2025年1月15日発売の燐舞曲 memorial Album「-未来-」にもボーナストラックとしてフルサイズ版が収録。